# Новограчаницкая митрополия
Новограча́ницкая митропо́лия (серб. Митрополија новограчаничка, до 1991 года официально Свобо́дная Се́рбская Правосла́вная Це́рковь, серб. Слободна српска православна црква) — православная церковь сербской традиции, существовавшая в 1963—2009 годы. Образовалась в 1963 году и не имела канонического общения ни с одной из поместных православных церквей до 1991 года, когда была принята в юрисдикцию Сербской православной церкви. Приходы митрополии существовали параллельно с приходами других епархий Сербской ПЦ.

## История
В 1963 году коммунистическая власть в Югославии стала давить на американского митрополита Дионисия (Миливоевича). Несогласный с политикой коммунистов митрополит Дионисий не согласился с ними сотрудничать и был под нажимом властей смещён со своего поста. Отказавшись признать законным смещение, он откололся от Сербской церкви, основав независимую сербскую митрополию в США, которую назвал Свободной Сербской православной церковью.
В 1964 году образовалась Австрало-новозеландская епархия, а 13 ноября 1966 года для неё был хиротонисан Димитрий (Балач).
После образования ССПЦ начались судебные тяжбы за церковное имущество, завершившиеся только в 1976 году победой Сербской патриаршей церкви.
В 1969 году была образована Западноевропейская епархия; епископом был избран архимандрит Арсений (Тошевич), но его хиротония таки не состоялась.
В 1977 года митрополит Дионисий переносит центр церкви в Грэйслэйк в Иллинойсе, где строит Ново-Грачаникский монастырь, вследствие чего данная юрисдикция получила другое название — «Новограчаницкая митрополия».
В 1984 году скончался митрополит Дионисий (Миливоевич). Митрополию возглавил Ириней (Ковачевич).
После падения коммунистического режима в Югославии и её развала, отношение между Свободной церковью и материнской Сербской быстро наладились и 23 апреля 1991 года раскол между Сербской Свободной Церковью и Сербской православной церкви был уврачёван, при этом название Свободная Сербская Православная Церковь более не использовалось, но административные структуры Новограчаницкой митрополии при этом не были слиты с параллельными учреждениями Сербского Патриархата, и долгое время продолжали существовать бок о бок, с наименованием «епархий Новограчаницкой митрополии».
В 1994 году приходы Новограчаницкой митрополии в Европе вошли в прямое подчинение Патриаршей Церкви, при этом епископ Дамаскин (Давидович) стал правящим епископом Западноевропейской епархии.
На середину 2000-х годов насчитывала 55 приходов (в том числе 14 приходов и монастырь в Австралии) и около 30 тысяч верующих.
В Австралии две параллельные епархии с 2000 года управлялись одним архиереем и были окончательно слиты в 2010 году.
В Америке переустройство кафедр было произведено решением Архиерейского Собора Сербской Православной Церкви от 21 мая 2009 года, согласно которому параллельные епархиальные структуры были упразднены, а наименование Новограчаницкой кафедры было закреплено за епархией в пределах Среднего Запада США, которая отныне именовалась Новограчаницкой и Среднезападно-Американской.

## Епархии и епископы
Американская и Канадская епархия
- Дионисий (Миливоевич) (1963 — 15 мая 1979)
- Ириней (Ковачевич) (август 1984 — 2 февраля 1999)
- Лонгин (Крчо) (23 мая 1998 — 21 мая 2009) до 15 мая 1999 — в/у, еп. Далматинский

Епархия Австралии и Новой Зеландии
- Димитрий (Балач) (13 ноября 1966 — 26 мая 1979)
- Петр (Банкерович) (28 декабря 1979 — 4 октября 1988)
- Ириней (Ковачевич) (октябрь 1988 — 23 июня 1991) в/у
- Василий (Веинович) (23 июня 1991 — июнь 1994)
- Савва (Юрич) (7 июня 1994 — 14 мая 1999)
- Никанор (Богунович) (31 января 2000 — июнь 2003)
- Милутин (Кнежевич) (13 января 2004 — май 2006)
- Ириней (Добриевич) (май 2006 — 19 ноября 2010)

Епархия Западной Европы
- Василий (Веинович) (май 1979 — 23 июня 1991)
- Дамаскин (Давидович) (23 июня 1991 — май 1994)

викарные епископы
- Ириней (Ковачевич) (7 декабря 1963 — август 1984)
- Петр (Банкерович) (5 ноября 1977—1979)
- Дамаскин (Давидович) (22 июля 1990 — 23 июня 1991)
- Лонгин (Крчо) (31 июля 1997 — 15 мая 1999)